# جيان أوريل
جيان أوريل (بالفرنسية: Jean Aurel)‏ (و. 1925 – 1996 م) هو مخرج أفلام، وكاتب سيناريو، وممثل أفلام فرنسي، توفي في باريس، عن عمر يناهز 71 عاماً.

## التعليم
تعلم في المعهد العالي للدراسات السينمائية
.

## وصلات خارجية
- جيان أوريل على موقع IMDb (الإنجليزية)
- جيان أوريل على موقع ألو سيني (الفرنسية)
- جيان أوريل على موقع أول موفي (الإنجليزية)
- جيان أوريل على موقع قاعدة بيانات الأفلام السويدية (السويدية)
- جيان أوريل على موقع قاعدة بيانات الفيلم (الإنجليزية)
- جيان أوريل على موقع كينوبويسك (الروسية)